# Associação Atlética de Altos
Associação Atlética de Altos, ou simplesmente Altos, é um clube brasileiro de futebol, da cidade de Altos, no estado do Piauí. Vem obtendo destaque nos últimos anos pelo bom desempenho no campeonato estadual e por boas campanhas em competições a nível regional e nacional. Em 2019 e 2020, disputou partidas importantes de sua história, contra o Santos e contra o Vasco da Gama, pela primeira fase da Copa do Brasil de Futebol em seu estado. Foi em 2022 que o Altos disputou as duas maiores partidas da sua história contra o Clube de Regatas do Flamengo, pela terceira fase da Copa do Brasil
No dia 10 de janeiro de 2021, venceu o Marcílio Dias pelo placar histórico de 5–1 em partida válida pelas quartas de final do Brasileirão Série D de 2020 no estádio Estádio Municipal Felipe Raulino, na cidade de Altos, no estado do Piauí, a goleada histórica também confirmou o acesso inédito da equipe piauiense para o Brasileirão - Série C da temporada 2021 pela primeira vez em sua história. Em 2023, o Altos foi rebaixado para o Campeonato Brasileiro da Série D.

## História
O clube foi fundado no ano de 2013, após chamada pública da prefeitura de Altos para formar um time, a Seleção de Altos, para disputar a edição da Copa Meio-Norte. O bom resultado na competição, que nunca foi finalizada, fez com que as autoridades públicas e o empresariado local fomentassem a formação de um time.
Profissionalizou-se no ano de 2015, para disputar a Segunda Divisão estadual, que voltava a ser realizada 8 anos após sua última edição (2007). Na fase inicial, coube ao atacante Rafael Barbosa marcar o primeiro gol da história profissional do Altos, na partida contra o Timon. A equipe ficou em segundo lugar (atrás do Picos) e garantiu, além da classificação para a final, o acesso à Primeira Divisão em 2016. Na decisão, o "Jacaré" venceu o Picos por 2 a 0 no estádio Felipão, e, na partida de volta, um empate por 1 a 1 garantiu o título da Segunda Divisão ao Altos, logo em seu ano de estreia como equipe profissional.
Em 2016, disputando pela primeira vez a elite do futebol piauiense, obteve a melhor campanha da competição, e na final, do segundo turno, ganhou de (3 a 1) no Estádio Felipão do maior campeão piauiense, o River; no entanto, logo após esse título, constatou-se a inscrição de um jogador irregular, e o time de Altos acabou por perdê-lo via Tribunal Esportivo. Na Série D de 2016, teve a melhor campanha de um clube na fase de grupos da história da competição, mas acabou sendo eliminado pelo CSA, perdendo o primeiro jogo por 3 a 0, em Alagoas, e em Teresina ganhando por 2 a 0, com a campanha de 10 jogos, 8 vitórias, 1 empate e 1 derrota. 
O clube estreou em 8 de fevereiro de 2017 na Copa do Brasil contra o CRB e fez história, ganhando por 2 a 0 no Estádio Lindolfo Monteiro. O clube disputou a segunda fase da Copa do Brasil contra o Criciúma, que já foi campeão da competição, empatando no tempo normal e perdendo por 4 a 3 nos pênaltis, sendo eliminado de forma invicta. Por fim, em 2017 sagrou-se Campeão Piauiense e único detentor de todas as vagas para os campeonatos em 2018: Copa do Brasil, Copa do Nordeste e Série D do Campeonato Brasileiro.
Em 2019, disputou a maior partida de sua história até então, que foi realizada contra o Santos FC, pela primeira fase da Copa do Brasil de 2019. O clube paulista venceu pelo placar de 7x1 no estádio Albertão, na capital Teresina. Na Copa do Nordeste de 2019, o time foi eliminado na fase de grupos. Em sua terceira participação, o Jacaré teve a pior campanha do campeonato, com 2 pontos ganhos em 8 jogos. No mesmo ano foi eliminado do Campeonato Brasileiro Série D ainda na fase de grupos, somando 9 pontos e ficando em terceiro no grupo.
Em 2020, o Altos volta a impressionar. Após o Campeonato Piauiense daquele ano ter sido suspendido temporariamente por conta da pandemia de COVID-19, o Altos terminou na terceira colocação no certame estadual. Regionalmente, como segundo colocado do Piauiense do ano anterior, o Jacaré ficou logo na fase eliminatória, perdendo de 2 x 1 para o ABC do Rio Grande do Norte. Apesar dos resultados negativos no começo do ano, o Altos fez uma campanha memorável na Série D de 2020. Após ser líder de seu grupo e terminar como uma das melhores campanhas da primeira fase, o Altos enfrentou o tradicional Rio Branco - AC na 2ª Fase. Após vencer o adversário nortista por 5x1 no placar agregado, o Jacaré enfrentou a equipe do Salgueiro na 3ª Fase, time esse que chegou a estar na Segunda Divisão em anos anteriores. Após uma disputa equiparável, o Altos conseguiu derrotar o adversário pernambucano nos pênaltis. 
No dia 10 de janeiro de 2021, venceu o Clube Náutico Marcílio Dias pelo placar histórico de 5x1 em partida válida pelas Quartas de final do Brasileirão- Série D de 2020 no estádio Estádio Municipal Felipe Raulino, na cidade de Altos no estado do Piauí, a goleada histórica também confirmou o acesso inédito da equipe piauiense para o Brasileirão - Série C da temporada 2021 pela primeira vez em sua história.
Em 2021, o Altos iniciou a temporada impressionando e conseguindo o feito de chegar as Quartas de final da Copa do Nordeste, sendo eliminado nesta fase pelo Vitória, onde acabou sendo derrotado por 2x1. 
Em 2022, depois de eliminar o Sport Recife na 1ª fase e o ABC na 2ª fase, a equipe piauiense enfrentou o Flamengo pela 3ª fase da Copa do Brasil de Futebol de 2022, perdendo por 2 a 1 na ida (realizada no estádio Albertão em Teresina) e por 2 a 0 na volta (realizada no Estádio Raulino de Oliveira, em Volta Redonda), encerrando assim a sua melhor campanha em uma Copa do Brasil. 
Conseguiu permanecer na Série C nas edições de 2021 e 2022, até sofrer o primeiro rebaixamento de sua história, na edição de 2023. Atualmente está disputando a Série D. 

## Títulos
| ESTADUAIS | ESTADUAIS                         | ESTADUAIS | ESTADUAIS               |
|           | Competição                        | Títulos   | Temporadas              |
| --------- | --------------------------------- | --------- | ----------------------- |
|           | Campeonato Piauiense              | 4         | 2017, 2018, 2021 e 2024 |
|           | Campeonato Piauiense - 2ª Divisão | 1         | 2015                    |

## Estatísticas
|  | Participações em 2025 |

| Competição | Competição           | Temporadas | Melhor campanha                | Estreia | Última | P | R |
| Piauí      | Campeonato Piauiense | 10         | Campeão (4 vezes)              | 2016    | 2025   |   | – |
| Piauí      | 2ª Divisão           | 1          | Campeão (2015)                 | 2015    | 2015   | 1 |   |
|            | Copa do Nordeste     | 8          | Quartas de final (2021 e 2024) | 2017    | 2025   |   |   |
| Brasil     | Série C              | 3          | 14º colocado (2021)            | 2021    | 2023   | – | 1 |
| Brasil     | Série D              | 7          | 4º colocado (2020)             | 2016    | 2025   | 1 |   |
| Brasil     | Copa do Brasil       | 6          | 3ª fase (2022)                 | 2017    | 2025   |   |   |

### Temporadas
Legenda:
| Campeão Vice-campeão Eliminado na semifinal. | Rebaixado à divisão inferior. Campeão e promovido à divisão superior Promovido à divisão superior. |

### Retrospecto em competições oficiais
Última atualização: Série C de 2022.
| Competição | Competição | Temporadas | Títulos | Pts. | J  | V  | E  | D  | GP  | GC |
| ---------- | ---------- | ---------- | ------- | ---- | -- | -- | -- | -- | --- | -- |
| Brasil     | Série D    | 5          | –       | 103  | 56 | 31 | 10 | 15 | 107 | 65 |
| Brasil     | Série C    | 2          | –       | 42   | 37 | 10 | 10 | 17 | 42  | 54 |

 Pts Pontos obtidos, J Jogos, V Vitórias, E Empates, D Derrotas, GP Gols Pró e GC Gols Contra

## Presidentes
- 2013 - abril 2018:  Warton Lacerda[5]
- abril 2018 - outubro 2018 (interinamente):  Carlinhos Leal[6]
- outubro 2018 - atualmente:  Warton Lacerda[6]